# Список фільмів Пакистану 2019
Список фільмів Пакистану що вийшли в 2019 році.

## Найкассовіші фільми
Найпопулярніші фільми, випущені у 2019 році:
Колір фону      вказує поточні випуски
| Позиція | Назва | Студія | Виручка | Прим. |
| ------- | ----- | ------ | ------- | ----- |

## Події

### Церемонії нагородження
| Дата | Церемонія | Ведучий | Місце | Прим. |
| ---- | --------- | ------- | ----- | ----- |

### Кінофестивалі
| Дата | Подія | Ведучий | Місце | Прим. |
| ---- | ----- | ------- | ----- | ----- |

### Січень-Квітень
| Дата     | Дата | Назва                 | Жанр              | Режисер                | Зірки                                          | Мова | Прим.             |
| -------- | ---- | --------------------- | ----------------- | ---------------------- | ---------------------------------------------- | ---- | ----------------- |
| Січень   | 11   | Гумм: У середині ніде | Трилер Екшн       | Аммар Ласані Канза Зія | Самі-хан Шамоон Аббасі Шамін Хан               | Урду | [ 1 ] [ 2 ] [ 3 ] |
| Січень   | 11   | Джекпот               | Романтика Комедія | Шоаїб Хан              | Джавід Шейх Нур Хассан Санам Чадхрі Сана Фахар | Урду | [ 4 ]             |
| Березень | 23   | Шерділ (Sherdil)      | Екшн              | Азфар Джафрі           | Мікаал Зульфікар Армеена Хан                   | Урду | [ 5 ]             |

### Травень— Серпень
| Дата    | Дата | Назва                                   | Жанр              | Режисер      | Зірки                                                                                               | Мова            | Прим.       |
| ------- | ---- | --------------------------------------- | ----------------- | ------------ | --------------------------------------------------------------------------------------------------- | --------------- | ----------- |
| Червень | EID  | Легенда про Маула Джетт                 | Екшн Драма        | Білал Лашарі | Фавад Хан Хамза Алі Аббасі Махіра Хан Хумайма Малик Гохар Рашид Алі Азмат Shafqat Cheema Найяр Ежаз | Урду Пенджабі   | [ 6 ] [ 7 ] |
| Червень | EID  | Карачі Се Лахор 3 (Karachi Se Lahore 3) | Романтика Комедія | Wajahat Rauf | Шехзад Шейх Айша Омер Зара Нур Аббас Асад Сіддікі                                                   | Урду            | [ 8 ]       |
| Червень | EID  | Неправильний номер 2                    | Романтика Комедія | Ясір Наваз   | Самі Хан Neelam Munir                                                                               | Урду            | [ 5 ]       |
| Серпень | EID  | Люблю тебе Ятта                         | Романтика Комедія | Надім Байг   | Хумаюн Саїд                                                                                         | Урду            | [ 5 ]       |
| Серпень | EID  | Parey Hut Love                          | Романтика Комедія | Асім Раза    | Sheheryar Munawar Майя Алі                                                                          | Урду            | [ 5 ]       |
| Серпень | EID  | Zaraar                                  | Екшн Трилер       | Шаан Шахід   | Шаан Шахід Кіран Малик                                                                              | Урду Англійська | [ 5 ]       |

### Вересень-Грудень
| Дата     | Дата | Назва     | Жанр                   | Режисер    | Зірки                | Мова | Прим.        |
| -------- | ---- | --------- | ---------------------- | ---------- | -------------------- | ---- | ------------ |
| Листопад | 2    | Злий шлюб | Фентезі Хоррор Пригоди | Рана Абрар | Анімаційні персонажі | Урду | [ 9 ] [ 10 ] |